# Полумяное (Кировоградская область)
Полумяное (укр. Полум'яне) — село в Кетрисановской сельской общине Кропивницкого района Кировоградской области Украины.
До 2020 года входило в Бобринецкий район
Население по переписи 2001 года составляло 134 человека. Почтовый индекс — 27212. Телефонный код — 5257. Занимает площадь 1,286 км². Код КОАТУУ — 3520886803.